# Orthonevra varga
Orthonevra varga är en tvåvingeart som beskrevs av Violovitsh 1979. Orthonevra varga ingår i släktet glansblomflugor, och familjen blomflugor. Inga underarter finns listade i Catalogue of Life.